# Unie ve zbrani
Unie ve zbrani (v anglickém originálu Rally Cry), je vědeckofantastická kniha, jejímž autorem je William R. Forstchen. Jedná se o první sci-fi knihu ze série Ztracený regiment, inspirované americkými vojenskými dějinami 19. století.
Kniha má pokračování pod názvem Unie navěky.

## Děj
Kniha se dá rozdělit na dvě části. První vypráví o období boje amerického Severu proti Jihu. Plukovník Andrew Keane, velitel 35. mainského pluku Unie, se stahuje z bojů u Gettysburgu pro vysoké ztráty. Pluk je převelen na sever pro doplnění ztrát. Nalodí se na dopravní loď Ogunquit, které velí kapitán Cromwell. Po cestě na sever se dostanou do bouřky. Bouře vrhne Keanův pluk do časoprostorového zakřivení a loď ztroskotá na cizí planetě. Keane neví kde jsou, narazí na lidi, kteří se podobají Rusům doby jedenáctého století. Po prvním kontaktu se snaží společně získat spojenectví výhodné pro obě strany. Na straně Rusů to jsou palné zbraně (děla, pušky), na straně armády Unie je to území a suroviny na výrobu nábojů do pušek. Po několika měsících kontaktu s Unionisty se lid Rusů vzbouří a změní ideály 19. století ve skutečnost. Středověká Rus svrhne vládnoucí bojary a nastupuje demokracie. Keanův pluk se dovídá o Tugarech, vládnoucí rase mimozemšťanů, pro něž jsou všichni lidé jen dobytek, chovaný pro jídlo. Mají velmi vysoké postavy, velkou sílu a jsou početní. Tugaři považují lidi za dobytek a pravidelně si přicházejí pro oběti, aby měli co k jídlu. Vývoj této rasy tak není nijak závratný – jsou na úrovni středověku. Jsou kočovná rasa. Tugaři mají ale problémy se svým milovaným jídlem, obchází ho zlá nemoc (neštovice), která zabíjí lidi po tisících, a proto se tugaři snaží epidemii před svým šířením předjet. Zprávy znějí jasně, do roka se má připravit národ Rusů do porážecích jam. Unionisté se však nevzdávají tak snadno a snaží se získat čas. K budování města a výrobě technických vymožeností přelomu druhé a třetí třetiny devatenáctého století dochází v průběhu několika měsíců. Staví se průmyslové město plné sléváren, mlýnů i železnic. K vyzbrojení armády se vyrábí děla, pušky a střelný prach.
V druhé části knihy se autor věnuje bitvě, ve které Tugaři začínají útok a Andrew Keane, nyní již velitel armády s několika miliony Rusů, začíná obranu země. Na téměř 100 stranách popisuje postupný ústup před přívalem krvechtivých Tugarů. Ti jsou nejprve zaskočeni, jak technologickou převahou, tak velice dobrou taktikou lidí. Tugaři však stále postupují s vysokými ztrátami a Keane musí ustoupit do hlavního města Rusi, Suzdalu, ale zde se postaví na odpor. V této poslední bitvě, kdy se zdá, že je vše ztraceno, mladý kapitán svým partyzánským kouskem vyhodí přehradu pro zásobovaní města vodou do vzduchu, a tím zachrání poslední naději na vítězství. Přílivová vlna z přehrady smete celou armádu Tugarů obléhající město.

## Vydání
- anglicky: 1990; ISBN 0-451-45007-8
- česky: překlad Dana Krejčová; Praha: Klub Julese Vernea, 2001; ISBN 80-85892-17-0